# Dino Campana
Dino Campana (n. 20 august 1885, Marradi, Toscana, Italia – d. 1 martie 1932, Scandicci, Toscana, Italia) a fost un poet italian, precursor al poeziei italiene contemporane.

## Opera
Lirica are un caracter crepuscular, fantezist, marcată de căutări îndrăznețe ale expresiei poetice.
Cea mai importantă scriere a sa o constituie volumul Cântece orfice ("Canti orfici"), apărut în 1914.